# Krefftichthys anderssoni
Krefftichthys anderssoni és una espècie de peix de la família dels mictòfids i de l'ordre dels mictofiformes.

## Morfologia
- Els mascles poden assolir 7,1 cm de longitud total.[2][3]

## Alimentació
Menja principalment copèpodes i, en menor mesura, eufausiacis i amfípodes.

## Depredadors
A l'Antàrtida és depredat per Diomedea chrysostoma i Eudyptes chrysolophus, a Xile per Thalassarche chrysostoma, a les Illes del Príncep Eduard per Arctocephalus gazella i Arctocephalus tropicalis, i a les Illes Crozet per Aptenodytes patagonicus.

## Hàbitat
És un peix marí i d'aigües profundes que viu fins als 2.700 m de fondària.

## Distribució geogràfica
Es troba a les costes de l'Antàrtida, l'Illa Bouvet, les Illes Malvines, les Illes Kerguelen i Nova Zelanda.